# Assa Koïta
Pour les articles homonymes, voir Koïta (homonymie).

a Compétitions nationales et continentales officielles uniquement.

b Matchs officiels uniquement.
Dernière mise à jour le 4 mars 2015.
Assa Koïta, née le 28 juin 1991 à Vitry-sur-Seine, est une joueuse internationale française de rugby à XV évoluant au poste de deuxième ligne.

## Biographie
Issue d'une famille d'origine malienne, elle grandit à Vitry-sur-Seine.
Elle a seulement commencé le rugby à l'âge de 16 ans en sport-loisirs.
Elle rejoint le club de Bobigny, quitte le club pour Bordeaux avant de revenir à Bobigny.
Le 14 mars 2014, elle gagne le Grand Chelem avec l'équipe de France au stade du Hameau à Pau, au terme d'une cinquième victoire en autant de rencontres du Tournoi des Six Nations face à l'Irlande (19-15),.
Elle participe à la Coupe du monde féminine 2014, qui se dispute en France du 1er août au 17 août.
Assistante d'éducation, elle a décidé de reprendre ses études en septembre 2014 pour devenir monitrice-éducatrice.
En juin 2018, elle quitte Bobigny pour rejoindre l'équipe féminine du Stade français Paris, promu en première division. Elle prend sa retraite sportive en 2020.
Dans un communiqué du 21 janvier 2021, la Fédération française de rugby a rendu compte d'un entretien de son vice-président Serge Simon, de la sélectionneuse Annick Hayraud, et d'Assa Koïta, à la suite d'une déclaration dans les médias où cette dernière a « exprimé son ressenti, à savoir que son choix de porter le voile aurait provoqué l’arrêt de sa carrière ».

## Palmarès
- Tournoi des Six Nations :
  - Vainqueur : 2014 avec Grand Chelem.
- Coupe du monde :
  - Troisième : 2014.

## Statistiques
- 30 sélections en équipe de France